# 博尔哈瓦德
博尔哈瓦德（西班牙語：Borjabad）是西班牙卡斯蒂利亚-莱昂索里亚省的一个市镇。总面积24平方公里，总人口60人（2001年），人口密度3人/平方公里。